# Eleições europeias de 2014 em Oeiras

## Resultados Oficiais
| Partido                 | Partido                               | Votos   | %               | +/-   |
| ----------------------- | ------------------------------------- | ------- | --------------- | ----- |
|                         | Aliança Portugal                      | 16 558  | 27,54 / 100,00  | 10,81 |
|                         | Partido Socialista                    | 16 463  | 27,38 / 100,00  | 2,64  |
|                         | Coligação Democrática Unitária        | 8 089   | 13,45 / 100,00  | 3,60  |
|                         | Partido da Terra                      | 4 280   | 7,12 / 100,00   | 6,42  |
|                         | Bloco de Esquerda                     | 3 490   | 5,81 / 100,00   | 7,67  |
|                         | LIVRE                                 | 2 589   | 4,31 / 100,00   | Novo  |
|                         | Partido pelos Animais e pela Natureza | 1 686   | 2,80 / 100,00   | Novo  |
|                         | PCTP/MRPP                             | 776     | 1,29 / 100,00   | 0,52  |
|                         | Outros                                | 1 782   | 2,97 / 100,00   |       |
| Votos Inválidos         | Votos Inválidos                       | 4 407   | 7,33 / 100,00   | 0,49  |
| Total                   | Total                                 | 60 120  | 100,00 / 100,00 |       |
| Eleitorado/Participação | Eleitorado/Participação               | 145 968 | 41,19 / 100,00  | 1,67  |

## Resultados por Freguesia
Os resultados seguintes referem-se aos partidos que obtiveram mais de 1,00% dos votos:
| Freguesia                                            | %     | %     | %     | %    | %    | %    | %    | %    | Votantes |
| Freguesia                                            | AP    | PS    | CDU   | MPT  | BE   | L    | PAN  | PCTP | Votantes |
| ---------------------------------------------------- | ----- | ----- | ----- | ---- | ---- | ---- | ---- | ---- | -------- |
| Algés, Linda-a-Velha e Cruz Quebrada - Dafundo       | 29,26 | 28,18 | 12,98 | 6,75 | 5,23 | 4,33 | 2,46 | 1,10 | 17 790   |
| Barcarena                                            | 21,98 | 27,77 | 15,92 | 7,93 | 6,54 | 3,77 | 3,16 | 1,77 | 4 754    |
| Carnaxide e Queijas                                  | 25,18 | 28,17 | 14,81 | 7,25 | 5,47 | 4,36 | 2,63 | 1,51 | 12 185   |
| Oeiras e São Julião da Barra, Paço de Arcos e Caxias | 30,79 | 24,62 | 12,09 | 7,24 | 6,10 | 4,62 | 3,14 | 1,08 | 20 854   |
| Porto Salvo                                          | 18,05 | 34,43 | 15,34 | 6,81 | 6,85 | 3,20 | 2,73 | 1,90 | 4 537    |
| Oeiras                                               | 27,54 | 27,38 | 13,45 | 7,12 | 5,81 | 4,31 | 2,80 | 1,29 | 60 120   |

#### Algés, Linda-a-Velha e Cruz Quebrada - Dafundo
| Partido                 | Partido                               | Votos  | %               |
| ----------------------- | ------------------------------------- | ------ | --------------- |
|                         | Aliança Portugal                      | 5 205  | 29,26 / 100,00  |
|                         | Partido Socialista                    | 5 014  | 28,18 / 100,00  |
|                         | Coligação Democrática Unitária        | 2 310  | 12,98 / 100,00  |
|                         | Partido da Terra                      | 1 200  | 6,75 / 100,00   |
|                         | Bloco de Esquerda                     | 930    | 5,23 / 100,00   |
|                         | LIVRE                                 | 771    | 4,33 / 100,00   |
|                         | Partido pelos Animais e pela Natureza | 438    | 2,46 / 100,00   |
|                         | PCTP/MRPP                             | 196    | 1,10 / 100,00   |
|                         | Outros                                | 519    | 2,93 / 100,00   |
| Votos Inválidos         | Votos Inválidos                       | 1 207  | 6,79 / 100,00   |
| Total                   | Total                                 | 17 790 | 100,00 / 100,00 |
| Eleitorado/Participação | Eleitorado/Participação               | 41 701 | 42,66 / 100,00  |

#### Barcarena
| Partido                 | Partido                               | Votos  | %               | +/-  |
| ----------------------- | ------------------------------------- | ------ | --------------- | ---- |
|                         | Partido Socialista                    | 1 320  | 27,77 / 100,00  | 0,75 |
|                         | Aliança Portugal                      | 1 045  | 21,98 / 100,00  | 8,81 |
|                         | Coligação Democrática Unitária        | 757    | 15,92 / 100,00  | 2,34 |
|                         | Partido da Terra                      | 377    | 7,93 / 100,00   | 7,05 |
|                         | Bloco de Esquerda                     | 311    | 6,54 / 100,00   | 8,07 |
|                         | LIVRE                                 | 179    | 3,77 / 100,00   | Novo |
|                         | Partido pelos Animais e pela Natureza | 150    | 3,16 / 100,00   | Novo |
|                         | PCTP/MRPP                             | 84     | 1,77 / 100,00   | 0,63 |
|                         | Outros                                | 156    | 3,27 / 100,00   |      |
| Votos Inválidos         | Votos Inválidos                       | 375    | 7,89 / 100,00   | 1,00 |
| Total                   | Total                                 | 4 754  | 100,00 / 100,00 |      |
| Eleitorado/Participação | Eleitorado/Participação               | 11 424 | 41,61 / 100,00  | 1,02 |

#### Carnaxide e Queijas
| Partido                 | Partido                               | Votos  | %               |
| ----------------------- | ------------------------------------- | ------ | --------------- |
|                         | Partido Socialista                    | 3 432  | 28,17 / 100,00  |
|                         | Aliança Portugal                      | 3 068  | 25,18 / 100,00  |
|                         | Coligação Democrática Unitária        | 1 804  | 14,81 / 100,00  |
|                         | Partido da Terra                      | 884    | 7,25 / 100,00   |
|                         | Bloco de Esquerda                     | 666    | 5,47 / 100,00   |
|                         | LIVRE                                 | 531    | 4,36 / 100,00   |
|                         | Partido pelos Animais e pela Natureza | 320    | 2,63 / 100,00   |
|                         | PCTP/MRPP                             | 184    | 1,51 / 100,00   |
|                         | Outros                                | 314    | 2,57 / 100,00   |
| Votos Inválidos         | Votos Inválidos                       | 982    | 8,06 / 100,00   |
| Total                   | Total                                 | 12 185 | 100,00 / 100,00 |
| Eleitorado/Participação | Eleitorado/Participação               | 29 397 | 41,45 / 100,00  |

#### Oeiras e São Julião da Barra, Paço de Arcos e Caxias
| Partido                 | Partido                               | Votos  | %               |
| ----------------------- | ------------------------------------- | ------ | --------------- |
|                         | Aliança Portugal                      | 6 421  | 30,79 / 100,00  |
|                         | Partido Socialista                    | 5 135  | 24,62 / 100,00  |
|                         | Coligação Democrática Unitária        | 2 522  | 12,09 / 100,00  |
|                         | Partido da Terra                      | 1 510  | 7,24 / 100,00   |
|                         | Bloco de Esquerda                     | 1 272  | 6,10 / 100,00   |
|                         | LIVRE                                 | 963    | 4,62 / 100,00   |
|                         | Partido pelos Animais e pela Natureza | 654    | 3,14 / 100,00   |
|                         | PCTP/MRPP                             | 226    | 1,08 / 100,00   |
|                         | Outros                                | 648    | 3,11 / 100,00   |
| Votos Inválidos         | Votos Inválidos                       | 1 503  | 7,21 / 100,00   |
| Total                   | Total                                 | 20 854 | 100,00 / 100,00 |
| Eleitorado/Participação | Eleitorado/Participação               | 51 362 | 40,60 / 100,00  |

#### Porto Salvo
| Partido                 | Partido                               | Votos  | %               | +/-  |
| ----------------------- | ------------------------------------- | ------ | --------------- | ---- |
|                         | Partido Socialista                    | 1 562  | 34,43 / 100,00  | 4,31 |
|                         | Aliança Portugal                      | 819    | 18,05 / 100,00  | 9,46 |
|                         | Coligação Democrática Unitária        | 696    | 15,34 / 100,00  | 2,65 |
|                         | Bloco de Esquerda                     | 311    | 6,85 / 100,00   | 8,74 |
|                         | Partido da Terra                      | 309    | 6,81 / 100,00   | 5,89 |
|                         | LIVRE                                 | 145    | 3,20 / 100,00   | Novo |
|                         | Partido pelos Animais e pela Natureza | 124    | 2,73 / 100,00   | Novo |
|                         | PCTP/MRPP                             | 86     | 1,90 / 100,00   | 0,87 |
|                         | Outros                                | 145    | 3,20 / 100,00   |      |
| Votos Inválidos         | Votos Inválidos                       | 340    | 7,49 / 100,00   | 0,13 |
| Total                   | Total                                 | 4 537  | 100,00 / 100,00 |      |
| Eleitorado/Participação | Eleitorado/Participação               | 12 084 | 37,55 / 100,00  | 2,46 |